# Nepoată
În terminologia de rudenie nepoata poate fi:
- Fiica fiului sau al fiicei, în raport cu bunicii.
- Fiica fratelui sau al surorii, în raport cu unchii și mătușile.
- Fiica vărului sau al verișoarei, în raport cu unchii și mătușile.